# Regering-Rajoy I

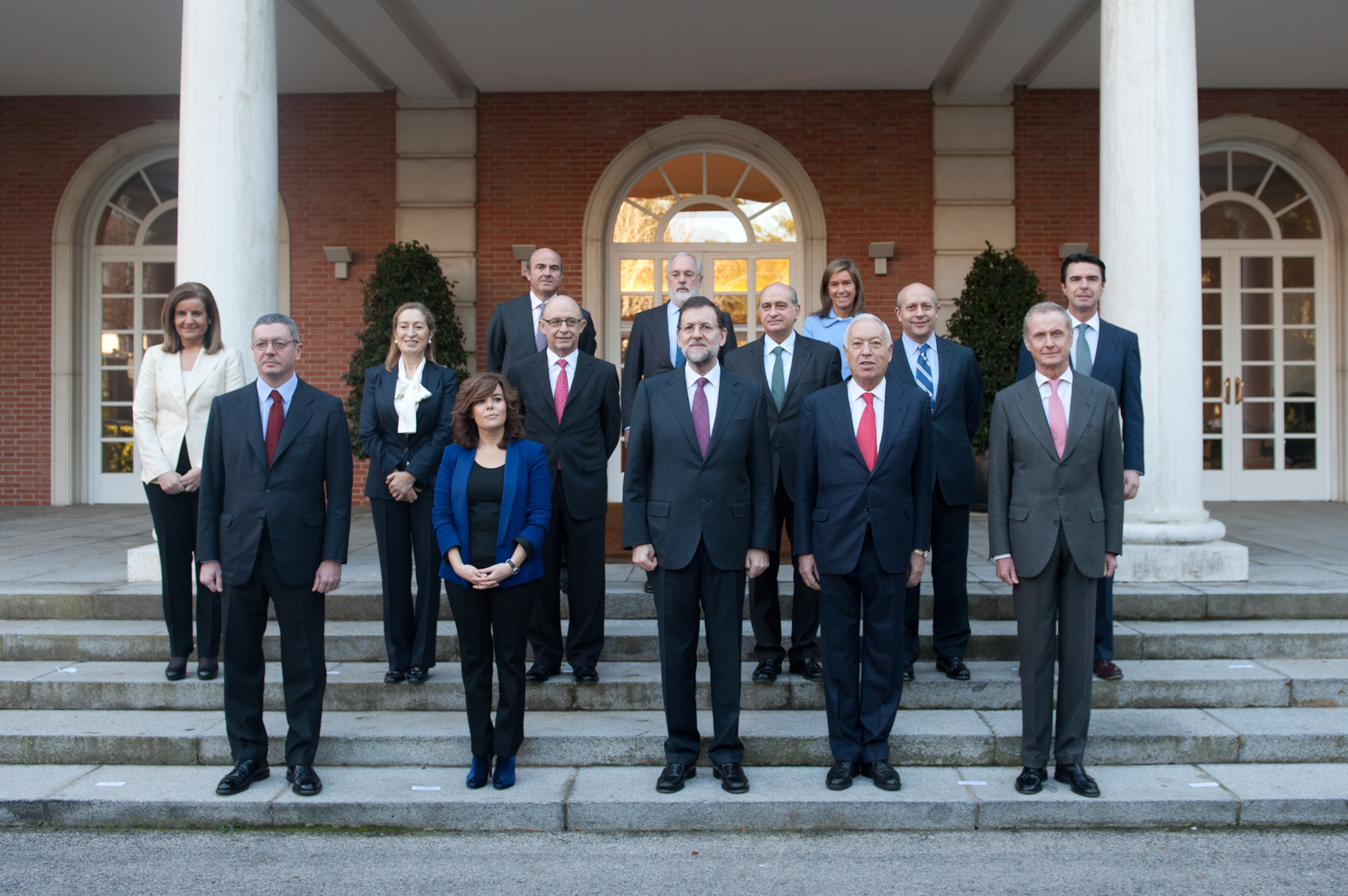
Ministers van de Spaanse legislatuur X

De regering-Rajoy I bestond uit ministers die door premier Mariano Rajoy Brey op 21 december 2011 in zijn ministerraad benoemd zijn, nadat zijn partij, de conservatieve PP, de parlementsverkiezingen van 2011 gewonnen had. Het gaat om het kleinste ministerskabinet tot dan toe, sinds de herinvoering van de democratie in 1978. Deze ministerraad blijft in demissionaire staat ook gedurende de gehele korstondige elfde legislatuur aan, als geen van de premierskandidaten erin slaagt een regering te vormen en er op 26 juni 2016 nieuwe verkiezingen gehouden worden, waardoor de regering-Rajoy I dus zit van 21 december 2011 tot 4 november 2016. 

## Regering–Rajoy I (2011–2016)
| Ambtsbekleder                                     | Ambtsbekleder               | Ambtsbekleder                       | Functie                                    | Ambtstermijn      | Ambtstermijn      | Partij |
| ------------------------------------------------- | --------------------------- | ----------------------------------- | ------------------------------------------ | ----------------- | ----------------- | ------ |
|                                                   | José María Aznar            | Mariano Rajoy (1955)                | Premier                                    | 21 december 2011  | 1 juni 2018       | PP     |
|                                                   | Soraya Sáenz de Santamaría  | Soraya Sáenz de Santamaría (1971)   | Vicepremier                                | 21 december 2011  | 1 juni 2018       | O      |
| Minister van het Presidentschap                   | Soraya Sáenz de Santamaría  | Soraya Sáenz de Santamaría (1971)   |                                            | 21 december 2011  | 1 juni 2018       | O      |
| Regerings- woordvoerder                           | Soraya Sáenz de Santamaría  | Soraya Sáenz de Santamaría (1971)   |                                            | 21 december 2011  | 1 juni 2018       | O      |
|                                                   | Jorge Fernández Díaz        | Jorge Fernández Díaz (1950)         | Minister van Binnenlandse Zaken            | 21 december 2011  | 4 november 2016   | PP     |
|                                                   | José Manuel García-Margallo | José Manuel García- Margallo (1944) | Minister van Buitenlandse Zaken            | 21 december 2011  | 4 november 2016   | PP     |
|                                                   | Cristóbal Montoro           | Cristóbal Montoro (1950)            | Minister van Financiën                     | 21 december 2011  | 1 juni 2018       | PP     |
| Minister van Regionale Zaken en Publieke Diensten | Cristóbal Montoro           | Cristóbal Montoro (1950)            | 4 november 2016                            | 21 december 2011  |                   | PP     |
|                                                   | Alberto Ruiz-Gallardón      | Alberto Ruiz- Gallardón (1958)      | Minister van Justitie                      | 21 december 2011  | 24 september 2014 | PP     |
|                                                   | Soraya Sáenz de Santamaría  | Soraya Sáenz de Santamaría (1971)   | Minister van Justitie                      | 24 september 2014 | 30 september 2014 | PP     |
|                                                   | Rafael Catalá               | Rafael Catalá (1961)                | Minister van Justitie                      | 30 september 2014 | 1 juni 2018       | PP     |
|                                                   | Luis de Guindos             | Luis de Guindos (1960)              | Minister van Economische Zaken             | 21 december 2011  | 8 maart 2018      | O      |
|                                                   | José Manuel Soria           | José Manuel Soria (1958)            | Minister van Industrie, Handel en Toerisme | 21 december 2011  | 16 april 2016     | PP     |
|                                                   | Luis de Guindos             | Luis de Guindos (1960)              | Minister van Industrie, Handel en Toerisme | 16 april 2016     | 4 november 2016   | O      |
|                                                   | Pedro Morenés               | Pedro Morenés (1948)                | Minister van Defensie                      | 21 december 2011  | 4 november 2016   | PP     |
|                                                   | Ana Mato                    | Ana Mato (1959)                     | Minister van Volksgezondheid               | 21 december 2011  | 26 november 2014  | PP     |
|                                                   | Soraya Sáenz de Santamaría  | Soraya Sáenz de Santamaría (1971)   | Minister van Volksgezondheid               | 26 november 2014  | 4 december 2014   | PP     |
|                                                   | Alfonso Alonso              | Alfonso Alonso (1967)               | Minister van Volksgezondheid               | 4 december 2014   | 16 augustus 2016  | PP     |
|                                                   | Fátima Báñez                | Fátima Báñez (1967)                 | Minister van Volksgezondheid               | 16 augustus 2016  | 4 november 2016   | PP     |
|                                                   | Fátima Báñez                | Fátima Báñez (1967)                 | Minister van Arbeid en Sociale Zaken       | 21 december 2011  | 1 juni 2018       | PP     |
|                                                   | José Ignacio Wert           | José Ignacio Wert (1950)            | Minister van Onderwijs, Cultuur en Sport   | 21 december 2011  | 25 juni 2015      | O      |
|                                                   | Iñigo Méndez de Vigo        | Iñigo Méndez de Vigo (1956)         | Minister van Onderwijs, Cultuur en Sport   | 25 juni 2015      | 1 juni 2018       | PP     |
|                                                   | Ana Pastor                  | Ana Pastor (1957)                   | Minister van Infrastructuur                | 21 december 2011  | 18 juli 2016      | PP     |
|                                                   | Rafael Catalá               | Rafael Catalá (1961)                | Minister van Infrastructuur                | 18 juli 2016      | 4 november 2016   | PP     |
|                                                   | Miguel Arias Cañete         | Miguel Arias Cañete (1950)          | Minister van Landbouw en Milieu            | 21 december 2011  | 28 april 2014     | PP     |
|                                                   | Isabel García Tejerina      | Isabel García Tejerina (1968)       | Minister van Landbouw en Milieu            | 28 april 2014     | 1 juni 2018       | PP     |